# Crocothemis saxicolor
Crocothemis saxicolor là một loài chuồn chuồn ngô thuộc họ Libellulidae. Nó được tìm thấy ở Malawi, Mozambique, Zambia, Zimbabwe, có thể cả Liberia, và có thể cả Sierra Leone. Môi trường sống tự nhiên của chúng là rừngs ẩm vùng đất thấp nhiệt đới hoặc cận nhiệt đới, vùng cây bụi khô khu vực nhiệt đới hoặc cận nhiệt đới, vùng cây bụi ẩm khu vực nhiệt đới hoặc cận nhiệt đới, và sông ngòi. Nó bị đe dọa do mất môi trường sống.